# Co mạch máu
Co mạch máu là sự thu hẹp đường kính của các mạch máu, đây là kết quả của sự co các cơ trên thành cơ của các mạch máu, đặc biệt là ở các động mạch lớn và các tiểu động mạch nhỏ hơn. Quá trình này ngược lại với giãn mạch, tức là mở rộng đường kính các mạch máu. Co mạch là quá trình đặc biệt quan trọng trong việc chống xuất huyết và mất máu cấp tính. Khi mạch máu co lại, dòng máu đến bị hạn chế hoặc giảm đi, do đó giữ lại nhiệt độ cơ thể hoặc tăng sức cản mạch máu. Điều này làm cho da trở nên nhạt hơn vì ít máu đến bề mặt da hơn, làm giảm bức xạ nhiệt. Ở cấp độ lớn hơn, co mạch là một cơ chế mà cơ thể điều chỉnh và duy trì áp lực động mạch ở mức trung bình.
Thuốc co mạch, còn được gọi là tác nhân gây co mạch, là một loại thuốc dùng để tăng huyết áp. Sự co mạch ở quy mô lớn thường dẫn đến việc tăng huyết áp toàn thân, nhưng co mạch cũng có thể chỉ xảy ra trong các mô cụ thể, làm giảm lưu lượng máu cục bộ. Mức độ co mạch có thể vừa hoặc mạnh tùy thuộc vào thuốc hoặc hoàn cảnh. Nhiều thuốc co mạch cũng đồng thời gây ra sự giãn của đồng tử. Các loại thuốc gây co mạch có thể kể đến như: thuốc kháng histamin, thuốc thông mũi và chất kích thích. Việc co thắt mạch nặng có thể dẫn đến các triệu chứng của chứng đau cách hồi.